# Elmert Petersen
Elmert Petersen var en dansk fodboldspiller. I sin klubkarriere spillede Petersen i perioden 1921-1925 som målmand for Frem, med hvem han vandt klubbens første danske mesterskab 1923 efter en 2-1 sejr over AGF.
Elmert Petersen var søn af Valdemar Petersen, som deltog på Frem-holdet som vandt DBU turneringen 1901-1902.

## Eksterne kilder og henvisninger
- Om Elmert Petersen Arkiveret 2. februar 2017 hos  Wayback Machine på bkfrem.dk